# Небулярні лінії
Небуля́рні лі́нії (від лат. nebula — туман) — заборонені лінії, які виникають у разі переходу з другого (метастабільного) рівня на перший (основний).
Якщо основний чи метастабільний рівень розщеплені, тоді виникає не одна, а декілька ліній різної інтенсивності.

Спектральні лінії двічі іонізованого атома Оксигену.

## Походження назви
Історично небулярними лініями називали дві яскраві лінії з довжиною хвилі 495,9 та 500,7 нм, виявлені наприкінці XIX сторіччя в спектрах планетарних туманностей. Їх позначали N1 та N2, й оскільки їх не вдавалося ототожнити з лабораторними лініями відомих елементів, приписували невідомому хімічному елементу Небулію (за аналогією з Гелієм, який було відкрито шляхом спектрального аналізу на Сонці).
1927 року Айра Спрейг Боуен з'ясував, що це заборонені лінії двічі іонізованого Оксигену (OIII), які виникають лише за дуже низької густини.

## Застосування в астрономії
Спостереження небулярних ліній у галактичних та позагалактичних туманностях (таких як планетарні туманності або зони H II) дозволяє визначити фізичні умови в них. Зокрема, зі співвідношення інтенсивності небулярних ліній [O II], [S II] та [Ar IV] зазвичай визнають розподіл густини електронів, а зі співвідношення між інтенсивністю небулярних та авроральних ліній [O III] та [N II] — розподіл електронної температури. Моделювання умов іонізації та зіставлення моделей зі спостереженнями дозволяє визначити поширеність у туманностях окремих елементів (Гідрогену, Гелію, Карбону, Нітрогену, Оксигену, Неону, Сульфуру та Аргону).